# Anzeigepflicht von Folgeerkrankungen medizinisch nicht notwendiger Behandlungen
Die an der vertragsärztlichen Versorgung teilnehmenden Ärzte und Einrichtungen sowie die zugelassenen Vertragskrankenhäuser in Deutschland unterliegen seit dem 1. Juli 2008 einer Anzeigepflicht von Folgeerkrankungen medizinisch nicht notwendiger Behandlungen. Diese Verpflichtung besteht gegenüber den Krankenkassen, wenn sich Patienten durch eine medizinisch nicht notwendige Schönheitsoperation, eine Tätowierung oder ein Piercing eine daraus resultierende Krankheit zugezogen haben. Die Krankenkassen können den Patienten an den Behandlungskosten einer dadurch entstandenen Komplikation angemessen beteiligen. Darüber hinaus kann die Krankenkasse das Krankengeld streichen oder kürzen.

## Rechtsgrundlagen
Nach dem durch das Gesetz zur Stärkung des Wettbewerbs in der Gesetzlichen Krankenversicherung zum 1. Januar 2008 eingefügten § 52 Abs. 2 SGB V hat die Krankenkasse Versicherte, die sich einer medizinisch nicht indizierten Maßnahme, wie einer Schönheitsoperation, einer Tätowierung oder einem Piercing unterzogen haben, an den Kosten einer dadurch entstandenen Komplikation angemessen zu beteiligen. Die Aufzählung ist abschließend.
Damit die zuständige Krankenkasse den Patienten bei den genannten Komplikationen an den Kosten beteiligen kann, müssen nach § 294a SGB V die an der vertragsärztlichen Versorgung teilnehmenden Ärzte und Einrichtungen sowie die Krankenhäuser nach § 108 SGB V den Krankenkassen die erforderlichen Daten mitteilen. Die Versicherten sind über den Grund der Meldung und die gemeldeten Daten zu informieren.

## Kritik
Die Vorschrift wird von den Ärztevertretern und den Medien als Petzparagraph bezeichnet. Mediziner und Verbände wie Bundesärztekammer oder NAV-Virchow-Bund haben die Vorschrift als Angriff auf die ärztliche Schweigepflicht kritisiert. Zudem würde das Vertrauensverhältnis zwischen Arzt und Patient beschädigt und der Patient durch die Meldepflicht gehemmt, im Bedarfsfall medizinische Hilfe in Anspruch zu nehmen. Die Verhältnismäßigkeit der Maßnahme wurde angezweifelt. Seitens der Techniker Krankenkasse wurde vor Einführung des Paragraphen im November 2007 eine Kostenersparnis für die Kasse von höchstens 200.000 Euro im Jahr geschätzt.